# Sobriëtas (vereniging)
In 1895 richtte de priester Alfons Ariëns in de industriestad Enschede de eerste vereniging voor katholieke ‘drankweer’ op. Ariëns zag in zijn omgeving dat de arbeiders bijna dagelijks grote hoeveelheden alcohol dronken in de kroegen die rond de fabrieken waren gebouwd. Dit zag hij op de eerste plaats als slecht voor de gezondheid maar bovendien ook als moreel onwenselijk. Na de stichting van de afdeling Enschede kwamen er snel meer afdelingen en in 1898 volgde een landelijke vereniging onder de naam Sobriëtas. Voorzitter werd Charles Ruijs de Beerenbrouck, de man die in 1918 Nederlands eerste katholieke minister-president zou worden. In 1906 werd hiernaast nog de Ariënsvereniging gesticht: een ‘reddingsbrigade’ die de allerergste alcoholisten opving en behandelde.

## Afdelingen en organisatie
De afdeling voor mannen heette het ‘Kruisverbond’; vrouwen konden lid worden van de ‘Mariavereniging’. Tot 1945 was er per bisdom één overkoepelend Kruisverbond en één Mariabond; na de oorlog werden deze opgeheven en verenigd in één nationale organisatie. Mannelijke leden moesten lezingen en vergaderingen bijwonen, vrouwen moesten vooral thuis hun kinderen tot ‘zedelijk-krachtige menschen’ opvoeden. Kinderen tot 12 jaar konden in de St Annavereniging terecht, jongeren van twaalf tot zestien mochten in Jongens- en Meisjesbonden intreden. Vanaf zestien konden ze bij het Kruisverbond of de Mariavereniging.
Het ideaal was geheelonthouding; in de praktijk bleef echter maar een fractie van de leden van Sobriëtas ook echt van de alcohol af. Omdat men binnen de vereniging het iedereen toch naar de zin wilde maken waren er drie categorieën toegestaan: geheelonthouders, afschaffers van sterkedranken en halfdaagse afschaffers (de zogenaamde ‘Paulisten’). Het waren echter de bestuursleden die aan actieve drankbestrijding deden. Deze mensen, vaak de lokale elite, bezochten gezinnen en organiseerden vergaderingen en lezingen. Bestuursleden waren gebonden aan de ‘zeven drankbestrijdingsplichten’.

## Doelstellingen
Doel van Sobriëtas was de drankbestrijding en het propageren van de christelijke deugd van de matigheid. Het verband tussen drankmisbruik en onzedelijkheid gold als onverbrekelijk: ten opzichte van elkaar waren ze oorzaak én gevolg. Vanaf de jaren 1920 breidde Sobriëtas haar werkveld uit naar het verkondigen van een sobere levensstijl in het algemeen: genotzucht moest bestreden worden en levenseenvoud was het ideaal.
De zogenaamde ‘propagandabonden’ brachten folders en prentbriefkaarten uit. Via het onderwijs informeerde Sobriëtas de jongeren over de gevaren van alcohol. Er werden cursussen voor onderwijzers gegeven en leraren werden aangespoord om voor te lezen uit boekjes waarin gewaarschuwd werd tegen drankmisbruik. Hiernaast werden door zowel mannen als vrouwen ‘huisvlijttentoonstellingen’ georganiseerd en konden katholieke arbeiders samenkomen tijdens ontspanningsavonden in alcoholvrije lokalen. Sint Annaverenigingen deed men aan toneelspelen, musiceren, zingen en nam men deel aan optochten en processies.

## Afname van populariteit
Omdat na de Tweede Wereldoorlog alcohol sociaal aanvaardbaar werd en de keuzevrijheid van arbeiders toenam daalden het ledenaantal en de populariteit snel. Al vanaf 1900 waren de gemiddelde alcoholconsumptie en de gevallen van openbare dronkenschap gedaald, en de relevantie van de specifiek katholieke drankbestrijding werd al vanaf 1920 in twijfel getrokken. Drank werd niet meer gezien als een armoedeverschijnsel en de link met zedelijk verval verdween. De leiding stimuleerde nu samenwerking met andersdenkenden (lees: protestantse of religieus neutrale organisaties) en men kon zich nu ook als sympathiserend lid laten registreren. In 1965 vond er een ingrijpende reorganisatie plaats: doordat het ledenaantal zo laag was werden alle plaatselijke afdelingen ontbonden. De nog aanwezige leden werden rechtstreeks lid van de nationale organisatie. Alcoholisme werd niet meer beschouwd als een ondeugd maar als een ziekte. Om deze reden ging Sobriëtas zich op de curatieve in plaats van de preventieve zorg concentreren. Tegenwoordig heeft deze (door het lage ledenaantal tot stichting omgevormde) organisatie bijna geen maatschappelijke invloed meer.